# Katcheo
Katcheo (ou Kachio, Katiau) est un village du Cameroun situé dans le département de la Bénoué et la région du Nord, à proximité de la frontière avec le Tchad. Il fait partie de la commune et du lamidat de Bibemi.

## Population
Lors du recensement de 2005, la localité comptait 1 229 habitants, principalement des Mambay. On y parle le mambay[réf. incomplète].